# Richard Felton Outcault
Richard Felton Outcault (Lancaster, 14 gennaio 1863 – Flushing, 25 settembre 1928) è stato un fumettista e illustratore statunitense.
È stato il creatore di Yellow Kid, una delle prime strisce a fumetti comiche.
Suo nipote William S. Rising intraprese la carriera di attore.

## Biografia
Dopo aver studiato belle arti a Parigi aveva ideato una serie di cronache chiamate Hogan's Alley in vignette, ambientate nelle aree residenziali di New York, ormai deteriorate a causa dell'abbandono degli abitanti, e che erano piene di vita intensa e avventurosa.
Il 16 febbraio 1895 in un supplemento del Pulitzer, su tre quarti della pagina apparve un disegno di Outcault, completamente a colori il cui protagonista era Yellow Kid, che ebbe un gran successo che incrementò di giorno in giorno.
Una volta abbandonato Yellow Kid, Outcault, a partire 1902, creò un nuovo personaggio: Buster Brown. Egli apparve in compagnia di un bulldog di nome Tige dal 1902 nel New York Herald. In Italia la serie apparve col nome di Mimmo Mammolo e Medoro sul Corriere dei Piccoli. Lo stile di Buster Brown, ragazzino di buona famiglia, era molto diverso rispetto a quello dello Hogan's Alley, nel quale i personaggi erano dei furfanti spesso rissosi.

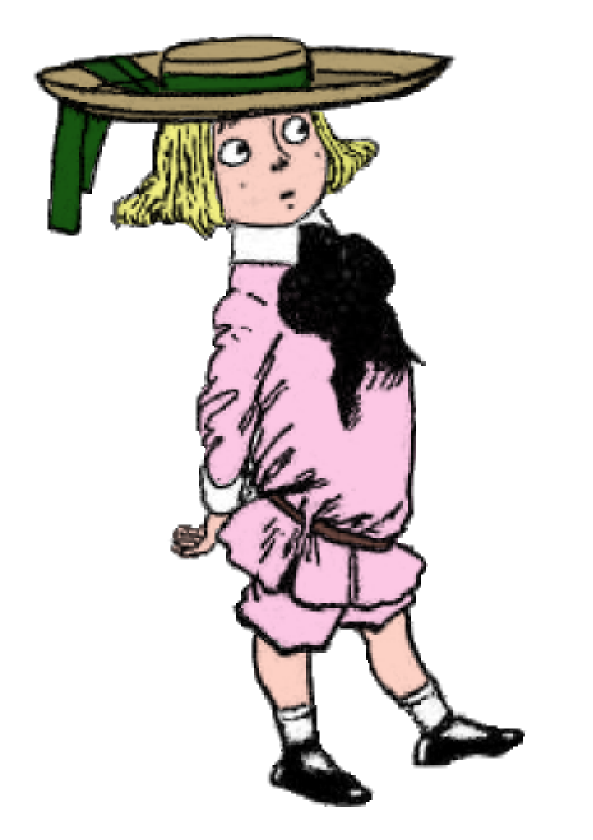
Buster Brown una delle creazioni più famose di Outcault

## Outcault e il cinema
Il disegnatore lavorò anche per il cinema, con 75 titoli che portano il suo nome in qualità di soggettista o sceneggiatore. Outcault apparve sullo schermo in due film, uno del 1904 e l'altro nel 1913.

## Filmografia

### Film o documentari dove appare Outcault
- Section of Buster Brown Series, Showing a Sketch of Buster by Outcault (1904)
- Buster Brown, Tige and Their Creator, R.F. Outcault (1913)

### Sceneggiatore
- Trouble in Hogan's Alley
- Buster and His Dog: The Instructions
- Buster and His Dog: Good Dog
- Buster and His Dog: Buster, Quiet!
- Buster Brown on the Care and Treatment of Goats, regia di Charles H. France - cortometraggio (1914)
- Buster Brown Gets the Worst of It, regia di Charles H. France - cortometraggio (1914)
- Buster Brown's Education, regia di Charles H. France - cortometraggio (1914)
- Buster Brown's Uncle, regia di Charles H. France - cortometraggio (1914)
- Buster Brown Picks Out the Costumes, regia di Charles H. France - cortometraggio (1914)
- Buster Brown and the German Band, regia di Charles H. France - cortometraggio (1914)
- Buster Brown Causes a Commotion, regia di Charles H. France - cortometraggio (1914)